# Provincia de Oyón
La provincia de Oyón es una de las diez que conforman el departamento de Lima en el Perú. Es parte de la circunscripción del Gobierno Regional de Lima-Provincias. Limita por el norte con la provincia de Cajatambo, por el este con el departamento de Pasco y por el sur y el oeste con la provincia de Huaura.
Dentro de la división eclesiástica de la Iglesia católica del Perú, pertenece a la diócesis de Huacho.

## Historia

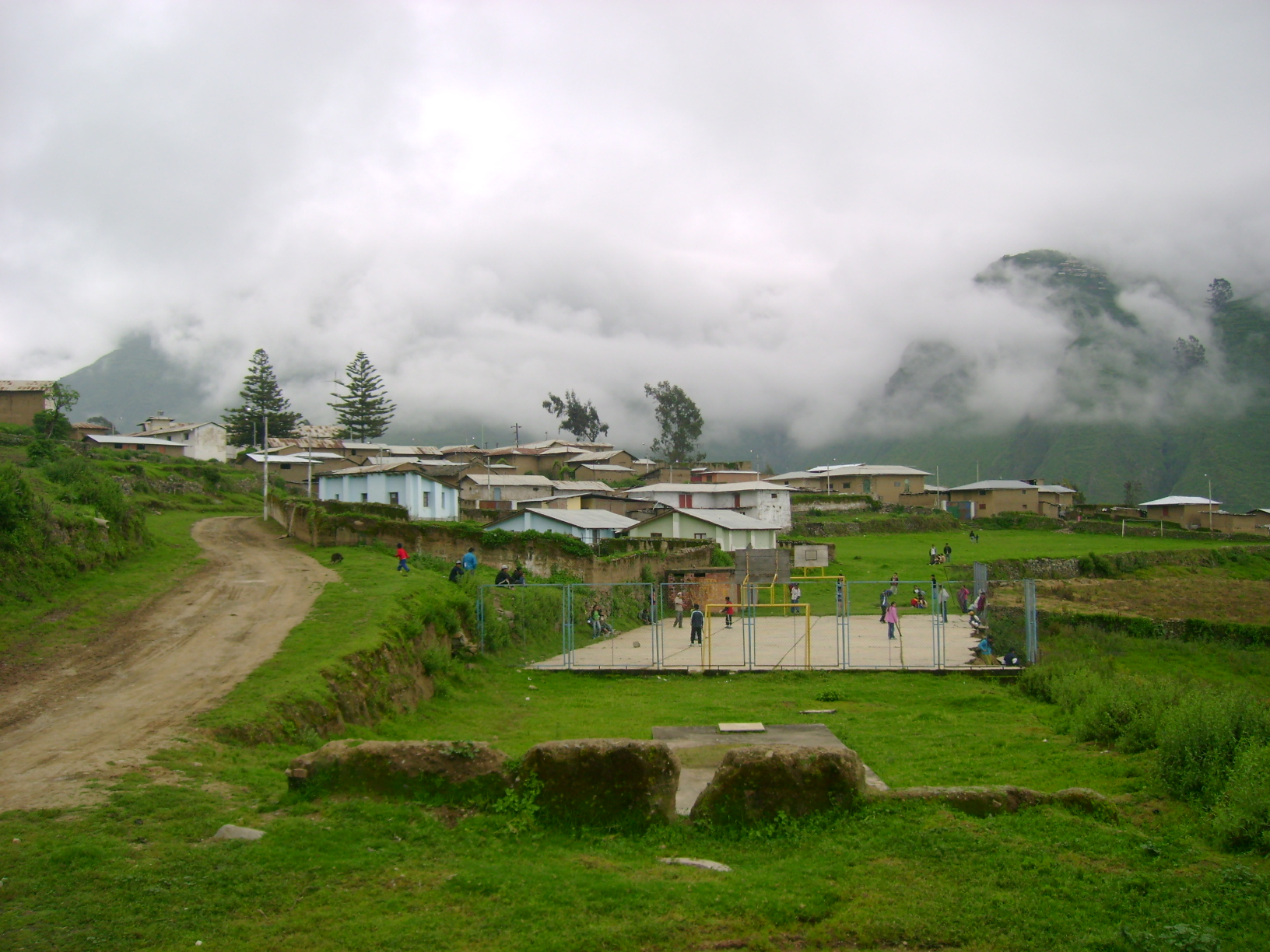
Caujul

### Oyón prehispánico
Como todos los pueblos del Perú, Oyón data desde decenas de miles de años, cuyos restos hasta hoy desconocidos. Se sabe que durante la época preincaica y aún en la incaica existieron los graneros de Golgue —Oyón— y los edificios con frisos y cornisas de Pinchulín y las andenerías de Rapashmarca, así como la Kilca hallada en las inmediaciones de Nava.

### Imperio chimú
La provincia de Oyón fue parte del Imperio chimú o reino Chimú en su máxima expansión que llegó a durar desde los 1000 a 1470 años.

### Oyón colonial
Se sostiene que etimológicamente, Oyón proviene de la palabra quechua uyu, que significa 'animal flaco, adormecido por el frío'. Así también se afirma que es el nombre de un pueblo español del que era oriundo un valeroso soldado de las huestes conquistadoras, don Álvaro de Oyón, un militar español del siglo XVI, quien al descubrir una antigua población de indígenas, el 9 de marzo de 1533, le puso el nombre de Oyón.
Sin embargo, el cronista español Pedro Cieza de León (Llerena, España, 1520-Sevilla, España, 1554) narró en su Crónica del Perú el viaje hacia el Cusco del capitán Hernando Pizarro y del cronista Miguel de Astete (en compañía de otros conquistadores). Menciona claramente que descubrieron a un gran pueblo de nombre Uyú, lo que comprueba su nombre de origen inca. Lo que sucedido con muchos nombres incas fue que, debido a la dificultad de pronunciación del quechua por algunos españoles, algunas palabras cambiaron fonéticamente las letras u por o. Por ejemplo, Pumpú Tampu (una ciudad inca relativamente cercana a Oyón), cambió su nombre por Bombón Tambo. Lo mismo sucede con la palabra quechua kuntur, que cambió por cóndor. Así como unos pueblos cambiaron de nombre por una mala pronunciación, a otros les antepusieron nombres de santos (San Mateo de Otao, San Pedro de Cajas, etc.). 
Los conquistadores pasaron de Oyón hacia el Cusco, yendo por Cerro de Pasco y Jauja; el conquistador Francisco Pizarro en compañía del adelantado Diego de Almagro, el inca Túpac Huallpa, Fray Vicente Valverde y más de doscientos conquistadores. Es en la época del coloniaje cuando se le denomina Pueblo de Nuestra Señora de la Asunción, para entonces pertenecía a la Parroquia de Churín, en calidad de viceparroquia, pues, por el año de 1544, don Hernando de Montenegro era encomendero de Andajes, Oyón y Pachangara.
Al fundarse Chancay, allá por el año de 1562, llamada Villa de Arnedo, el capitán Montenegro, encomendero de Andajes, a pedido del Virrey Conde de Nieva envío a mitar en la Villa —antes citado Arnedo— a indios de Churín, Pachangara, Oyón, Nava y otros.
Desde 1535, Oyón continuaba dependiendo del Repartimiento de Andajes y aun esta dependencia se daba en 1538, a pesar de que Oyón era netamente zona minera de gran importancia para la colonia. En octubre de 1574, el visitador general del Arzobispado de Lima, don Santiago Bengoa, pasa por la ruta de Oyón a Cajatambo y el 1746, aún Oyón seguía perteneciendo a la Doctrina de Churín.

### Oyón contemporáneo
Durante la época de la emancipación, 1820, el general don José de San Martín tenía a su ejército en el valle de Huaura, bajo la protección de la escuadra en Huacho y con el fin de establecer contacto con Cerro de Pasco, lugar donde se encontraba el general Alvarado al mando de 450 infantes y 150 ganaderos, se dirigiera por Sayán, Churín y Oyón.
A principios de diciembre del año 1820, bajan por Oyón, Churín y Sayán, en condición de prisioneros, el Brigadier O’Reilly y sus tropas, vencidos en el combate de Cerro de Pasco. Oyón fue pues, nexo obligado entre la costa y el centro del Perú, punto clave de las comunicaciones del interior, en principio controlado por Carratalá.
En marzo de 1821, el coronel don Agustín Gamarra, desde Huaura pasa por Oyón a Cerro de Pasco, con 660 cazadores del Perú y a fines de ese mismo mes, sube también por el mismo camino otro batallón de 400 plazas al mando del coronel don José María Aguirre al encuentro del coronel Gamarra.
Se dice que entre el 21 y el 25 de abril, Carratalá estaba en Oyón y se dirigió a Lima por la ruta de Canta, en tanto que el general Arenales, el 26 del mismo mes, acampaba en Oyón en su viaje de Huaura por Sayán y Churín con 300 ganaderos de los Andes, 800 plazas del batallón Numancia, 600 soldados de los batallones 3 y 7, más piezas de artillería en la segunda Campaña Militar sanmartiniana, con el fin de perseguir a los españoles.
En Oyón estuvieron hasta el 9 de mayo, fecha en la que emprendieron marcha hacia Cerro de Pasco después de aclimatarse y hacerse a la altura y reponerse de la fatigosa marcha en la que tomaron parte y dirigían los coroneles Rudesindo Alvarado, Ramón Herrera e Ignacio Luque, con la artillería del Mayor Luis Beltrán. En el tránsito habían hecho acopio de ganado y víveres, así como el reclutamiento de voluntarios con la ayuda de los gobernadores de Sayán, Paccho, Checras, Churín y Oyón; los capitanes Juan delgado, José Román Barboza, Pablo Mena y Mariano Martel, respectivamente.
Durante el año de 1824, se registran los siguientes acontecimientos: antes de finalizar la primera quincena del mes de febrero, el batallón Vargas de la Guardia acampa en Yanahuanca y deja expedito 680 soldados, 325 caballos y 50 mulas del piquete de Húsares, luego pasan de Oyón a Cajatambo al mando del teniente coronel Francisco Bardett O’Connor, muriendo varios soldados en la travesía de Kepoc, los mismos que fueron sepultados en Weguich, cerca de Chanca, existiendo desde entonces un cementerio de pastores y mineros de modesta condición.
El 14 del mismo mes, llega a Oyón el general Sucre de paso a Cajatambo, el mismo general, en compañía del general Córdova estuvo de paso por Oyón, hacia Cerro de Pasco y Huanuco. A mediados de junio, viniendo de Huaylas a Cajatambo, pasaban por Oyón hacia Cerro de Pasco los Batallones Boltigeros, Pichincha y Vargas. El 7 de noviembre, Bolívar salió de Chalhuana a Jauja, de donde tomó la ruta por Oyón a Chancay que alcanzó a mediados del mismo mes.
La provincia de Oyón se crea mediante Ley n.º 24330, del 5 de noviembre de 1985, en el gobierno del presidente Alan García, separándose de la provincia de Cajatambo, dividida en seis distritos: Pachangara, Andajes, Naván, Cochamarca, Caujul y Oyón, siendo esta última la capital de la provincia.
siendo su primer alcalde provincial de transición de distrito a provincia el Sr. Laureano Baldeón Urreta.

## Geografía
La provincia tiene una extensión de 1886,05 km², está ubicada en el centro del país, situada en la vertiente pacífica.

## División administrativa
Está dividida en seis distritos:
1. Oyón
2. Andajes
3. Caujul
4. Cochamarca
5. Naván
6. Pachangara

## Población
La provincia tiene una población aproximada de 12 150 habitantes y está ubicada al noreste de la capital del Perú.

## Capital
La capital de esta provincia es la villa ciudad de Oyón, capital carbo-argentífera del Perú y Cuna del Arpa Andina.

## Autoridades

### Regionales
- Consejero regional
  - 2019-2022:[3] Wilder José Velarde Campos (Alianza para el Progreso)

### Municipales
2019-2022

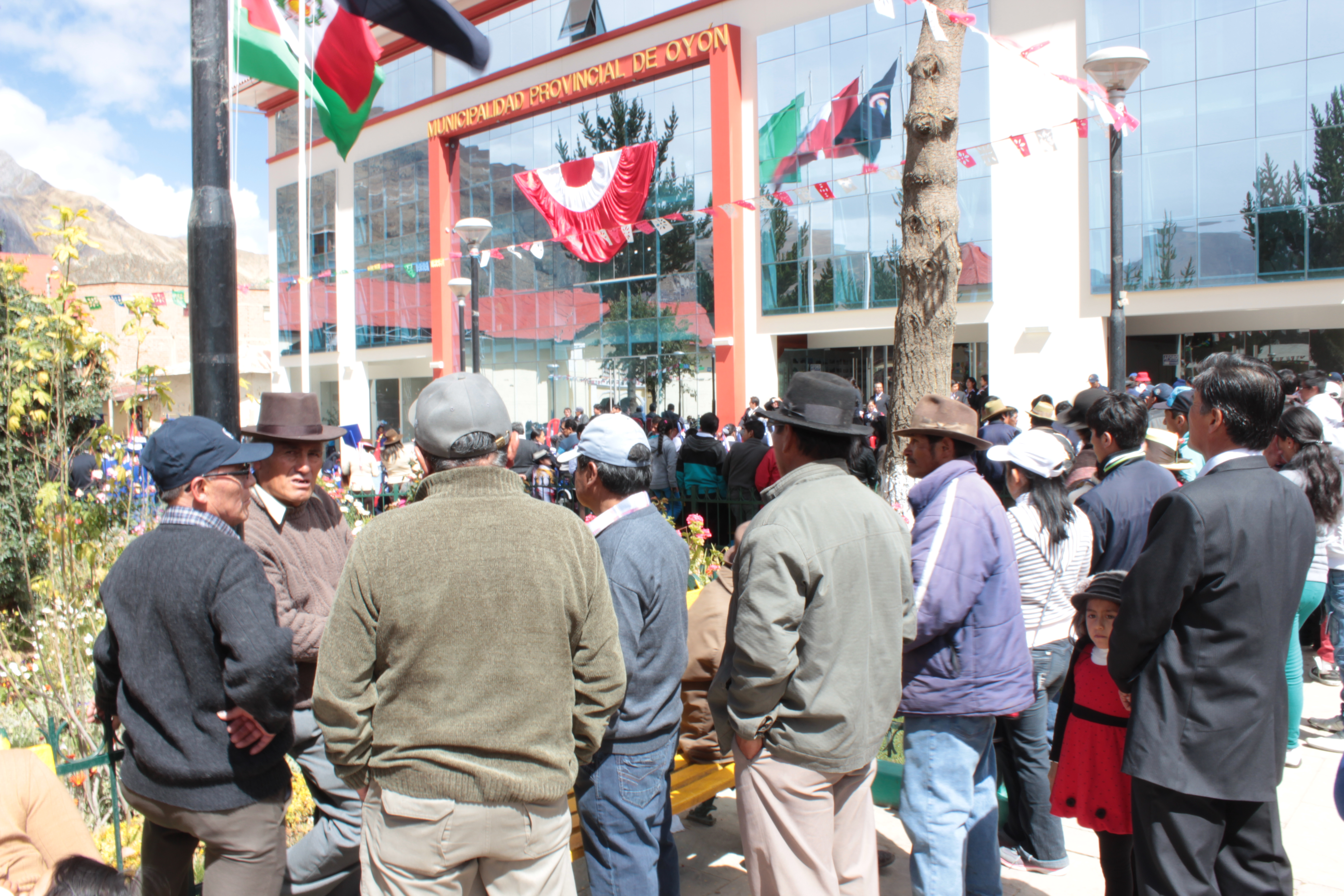
Sede de la Municipalidad Provincial de Oyón

- Alcalde: Reynaldo Primitivo Alcoser Medina, Partido Alianza Para el Progreso (APP).
- Regidores: José Meléndez Ugarte (APP), Gilver Grimaldos Ríos(APP), Héctor Azañero Núñez (APP), Carmen Santa Osorio Javier (APP), Héctor Ugarte Damazo (Mov. Reg. Patria Joven)

- 2015-2018[4]
  - Alcalde: Edgardo Huaraz Ugarte, Partido Aprista Peruano (PAP).
  - Regidores: Santos Andrés Carlos Merino (PAP), Héctor Luis Zacarías Peralta (PAP), Fernando Carrera Gervacio (PAP), Madeleyne Marchena Mateo Amézaga (PAP), Rubén Portal Girón (Alianza para el Progreso).
- 2011-2014:
  - Alcalde: Edgardo Huaraz Ugarte, Partido Aprista Peruano (PAP).[5]
  - Regidores: Santos Andrés Carlos Merino (PAP), Teófilo Marcelino Mendoza Tello (PAP), Zacarías Taype Matamoros (PAP), Massiel Marina Espinoza Reyes (PAP), Filiberto Álvaro Portal Díaz (Concertación para el Desarrollo Regional).
- 2007-2010[6]
  - Alcalde: Manuel Delgado Altez, Partido Aprista Peruano (PAP).
  - Regidores: Wilfredo Fernando Dámazo Leandro (PAP), Juan Cruz Toribio (PAP), Ricardo Saúl Huaranga Porras (PAP), Ana Inalda Javier Urbano (PAP), Uber Freddy Linares Fernández (Somos Perú).

### Policiales
- Comisaría de Oyón
  - Comisario: Mayor PNP Ronald Javier MUGURUZA HUANIS.

### Religiosas
- Diócesis de Huacho[7]
  - Obispo de Huacho: Mons. Antonio Santarsiero Rosa, OSI
- Parroquia Nuestra Señora de la Asunción[8]
  - Párroco: Pbro. Dante Moreno Luna

## Educación

### Instituciones educativas
- I. E. E. Simón Bolívar n.º 20066
- I. E. Libertador José de San Martín
- I. E. José María Arguedas n.º 20109
- I. E. José Abelardo Quiñones
- I. E. E. Niño Jesús n.º 37
- I. E .I n.º 538 Puente Piedra
- I. E .I Amiguitos de Jesús

## Economía
Principal recurso económico: Minería 

## Turismo

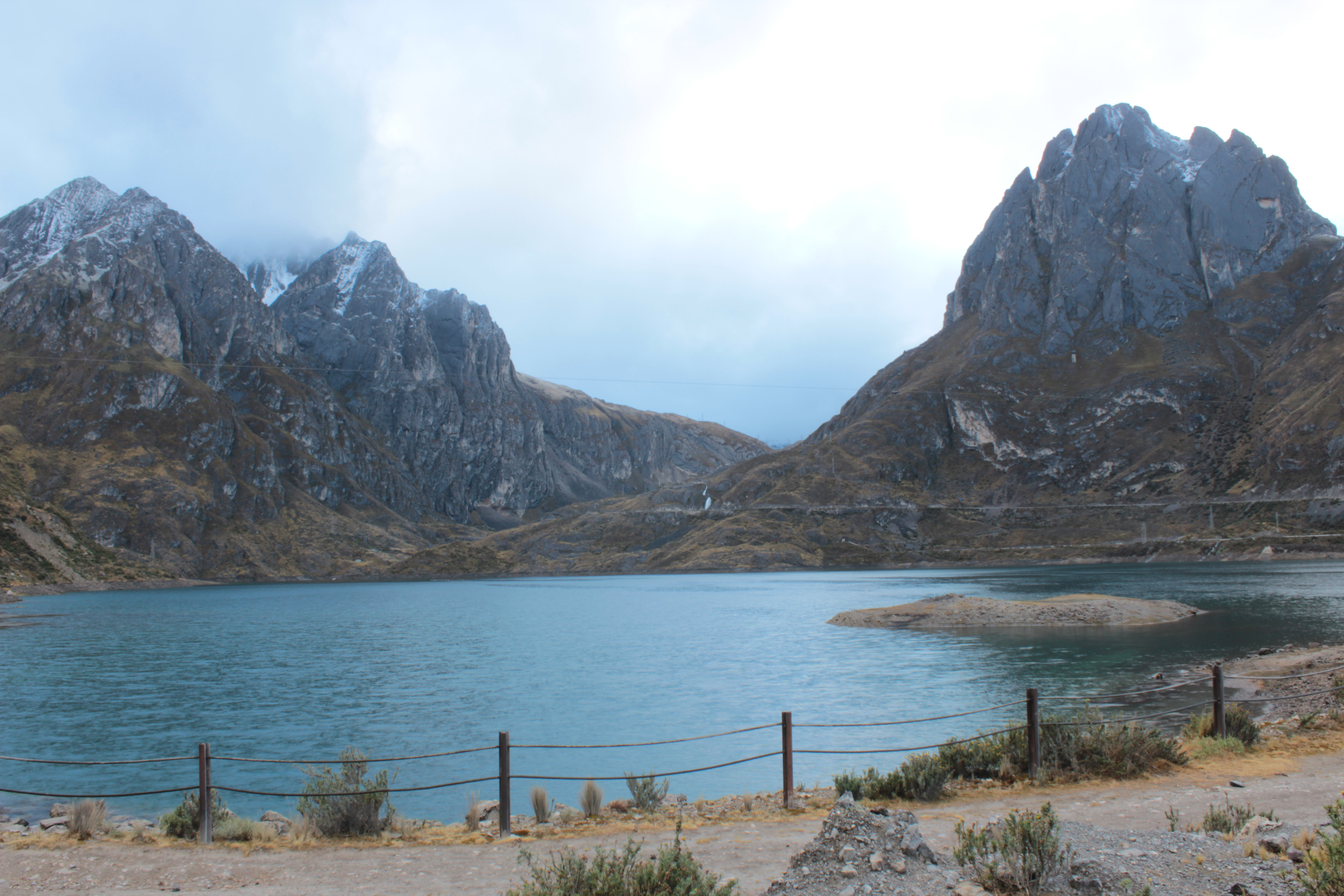
Laguna de Patón

El explorador limeño Daniel López describe a Oyón con paisajes de profunda belleza telúrica: sus nevados cerca a las ciudades y carreteras, sus cascadas en la zona de Rumbro, sus bellas lagunas como son Surasaca, Rumbro, las dos lagunas de Guengue, la laguna de Patón y la de Añilcocha.
Además la zona arqueológica de Golgue, pueblo viejo y Quillahuaca, el Machu Picchu oyonense, los restos arqueológicos de Antamarca, Antahuay y Rapazmarca.
Sus baños termales de Viroc, Patón y, por supuesto, los famosos Churín, Chiuchín y Huancahuasi. La llamada Capilla Sixtina de Lima en Rapaz y sus espectaculares nevados de las cordilleras de Raura y Huayhuash, entre otros.
En el valle de Oyón, hay cuarenta capillas construidas entre el siglo XVI y XVII como parte de las misiones para convertir al cristianismo a los indígenas. Elaboradas de adobe, con campanarios y atrios, albergan pinturas murales y retablos. Muchos han sido dañadas por terremotos y la humedad.

### Ruta turística Antamarca-Rapaz[11]
1. Día 1: Churín a Antamarca. Visita de los restos arqueológicos de Antamarca, Chaulin y caminata por la montaña hasta Ragaj y campamento en las alturas del pueblo de Curay.
2. Día 2: Se toma la ruta hacia Rapaz pasando por restos arqueológicos de Rapazmarca, observando flora y fauna de la alta montaña, bordeando el nevado de Yarawayna. Campamento.
3. Día 3: Llegada a Rapaz, zona de descanso y fin del circuito.

## Festividades
- Febrero 5: Aniversario del distrito de la villa capital de Oyón
- Mayo 3: Fiesta de la Cruces en la villa capital de Oyón
- Agosto 13-22: Festividad en honor a la Patrona de la Provincia de Oyón, la Virgen de la Asunción
- Noviembre 5: Aniversario de la provincia de Oyón
- Diciembre 24-26: Fiesta de la Caporalía y Negrería de Oyón en honor al Niño Jesús